# 1528 Pułk Rakietowy
1528 Pułk Rakietowy (ros. 1528-й зенитный ракетный полк) – samodzielny oddział Sił Zbrojnych Federacji Rosyjskiej w składzie 21 Korpusu 6 Armii Sił Powietrznych i Obrony Przeciwlotniczej Zachodniego Okręgu Wojskowego.
Siedzibą sztabu i dowództwa pułku jest Siewierodwińsk.